# أليسون فارياس
أليسون فارياس (بالبرتغالية: Alisson Farias‏) (7 أبريل 1996 بلاخيس في البرازيل - ) هو لاعب كرة قدم برازيلي في مركز الهجوم. لعب مع نادي إنترناسيونال.

## وصلات خارجية
- أليسون فارياس على موقع قاعدة بيانات كرة القدم.إي يو (الإنجليزية)
- أليسون فارياس على موقع Soccerway.com (الإنجليزية)
- أليسون فارياس على موقع AS.com (الإسبانية)